# Bellator 197
Bellator 197: Chandler vs. Girtz è stato un evento di arti marziali miste tenuto dalla Bellator MMA il 13 aprile 2018 alla Family Arena di Saint Charles negli Stati Uniti.

## Risultati
|                  | Divisione             |                    |           |                 | Metodo                                      | Round     | Tempo     | Note      |
| Main Card        | Main Card             | Main Card          | Main Card | Main Card       | Main Card                                   | Main Card | Main Card | Main Card |
| ---------------- | --------------------- | ------------------ | --------- | --------------- | ------------------------------------------- | --------- | --------- | --------- |
|                  | Pesi leggeri          | Michael Chandler   | batte     | Brandon Girtz   | Sottomissione (arm-triangle choke)          | 1         | 4:00      |           |
|                  | Pesi piuma            | A.J. McKee         | batte     | Justin Lawrence | Decisione unanime (30–27, 30–27, 30–27)     | 3         | 5:00      |           |
|                  | Pesi welter           | Logan Storley      | batte     | Joaquin Buckley | Decisione unanime (30–27, 30–26, 30–26)     | 3         | 5:00      |           |
|                  | Catchweight (160 lbs) | Kevin Ferguson Jr. | batte     | Devon Brock     | Sottomissione (rear-naked choke)            | 1         | 1:34      |           |
| Preliminary Card |                       |                    |           |                 |                                             |           |           |           |
|                  | Pesi mosca femminili  | Juliana Velasquez  | batte     | Rebecca Ruth    | KO tecnico (calcio al corpo)                | 3         | 0:19      |           |
|                  | Catchweight (165 lbs) | Derek Anderson     | batte     | Zak Bucia       | Decisione unanime (30–27, 30–27, 30–27)     | 3         | 5:00      |           |
|                  | Pesi gallo            | Dominic Mazzotta   | batte     | Josh Sampo      | Decisione unanime (30–27, 30–27, 30–27)     | 3         | 5:00      |           |
|                  | Pesi gallo            | Eric Ellington     | batte     | Jordan Howard   | Decisione non unanime (29–28, 28–29, 29–28) | 3         | 5:00      |           |
|                  | Catchweight (140 lbs) | A.J. Siscoe        | batte     | Justin Robbins  | Sottomissione (rear-naked choke)            | 2         | 4:34      |           |
|                  | Pesi welter           | Jordan Dowdy       | batte     | Jeff Crotty     | Sottomissione (rear-naked choke)            | 1         | 0:29      |           |
|                  | Pesi medi             | Adam Cella         | batte     | DeWayne Diggs   | KO tecnico (pugni)                          | 1         | 4:27      |           |
|                  | Pesi piuma            | Cort Wahle         | batte     | Joe Roye        | Sottomissione (guillotine choke)            | 1         | 0:21      |           |